# Ten Thousand Fists
Ten Thousand Fists je treći album američkog nu metal sastava Disturbed. Objavljen je 20. rujna 2005.
Interesantno je da se album već 25. srpnja 2005. u 11:47 nalazio na Bit Torrent mreži, 55 dana prije službene objave.

## Popis pjesama
1. "Ten Thousand Fists" – 3:35
2. "Just Stop" – 3:48
3. "Guarded" – 3:25
4. "Deify" – 4:20
5. "Stricken" – 4:09
6. "I'm Alive"  – 4:44
7. "Sons of Plunder" – 3:53
8. "Overburdened" – 6:01
9. "Decadence" – 3:29
10. "Forgiven" – 4:17
11. "Land of Confusion" – 4:52 (pjesma sastava Genesis)
12. "Sacred Lie" – 3:10
13. "Pain Redefined" – 4:12
14. "Avarice" – 2:57

Sve skladbe napisali su David Draiman, Dan Donegan, Mike Wengren i John Moyer, osim gdje je drugačije naznačeno.

### Europske bonus skladbe
1. "Monster" - 4:04
2. "Two Worlds" - 3:32

## Singlovi
- "Guarded"
- "Stricken"
- "Just Stop"
- "Land of Confusion"
- "Ten Thousand Fists"

## Skladbe s B-strane
- "Hell" - 4:14 ("Stricken" singl)
- "Monster" - 4:04  ("Tour Edition" of Ten Thousand Fists)
- "Two Worlds" - 3:32 ("Tour Edition" of Ten Thousand Fists)
- "Sickened" - 4:00 ("Land of Confusion" single)
- "Criminal" - (neobjavljena)

## Top lista
| Godina | Top lista     | Pozicija |
| ------ | ------------- | -------- |
| 2005   | Billboard 200 | 1        |